# 台湾鉄路管理局E100型電気機関車
台湾鉄路管理局E100型電気機関車（たいわんてつろかんりきょくE100がたでんききかんしゃ、正体字: 台鐵E100型電力機車）は、台湾鉄路管理局（以下、「台鉄」）の交流電気機関車。台鉄で初めて導入された電気機関車であったが、2007年に全車運用を終了した。彰化扇形庫で保存されているE101以外は、全て廃車、解体された。

## 概要
1974年、台鉄は、縦貫線の電化に合わせて、イギリスのゼネラル・エレクトリック・カンパニー（GEC:General Electric Company）から、20両の電気機関車を購入した。
電気機関車は、南アフリカ共和国のユニオン・キャリッジ・アンド・ワゴン（UCW:Union Carriage & Wagon）が製造し、一旦GECが購入した後、台鉄へ販売されている。
台鉄は、初めて導入した電気機関車をE100型と命名し、車輌番号としてE101-E120を付与した。E100型は、最大出力が2,750HP、牽引力が18,500kgwであり、1973年から台鉄で運用されていたR150型ディーゼル機関車（最大出力1,650HP、牽引力19,650kg）には及ばないものの、当時の輸送状況を鑑みると十分な性能を有していた。また、運転がディーゼル機関車に比べて容易であった。
しかし、イギリスと南アフリカの鉄道電化方式が、台湾と異なっていたため、製造国でのテスト走行が不十分であった。機関車が台湾に到着した後、台北機廠の試験線などで品質管理及び各種テストを行ったため、製造工場における機関車の改良を行うことができず、初期不良が頻繁に発生することとなった。初期不良が一段落した後、全車が営業運転に投入されたが、電気機械システムの品質が低い問題は依然として残った。
E100型には、電動交流発電機（M-A set）が搭載されていないため、客車の空調用電源を供給するには、電源荷物車を連結する必要があった。同時期に米国ゼネラル・エレクトリックから購入されたE200型、E300型、E400型電気機関車には、電動交流発電機が搭載（E300型は一部車輌のみ搭載）されていたため、空調付き客車の運用は、ほとんど同機関車が担った。

## 車輌状況
E100型は、全車が彰化機務段に配置されており、電源供給を必要としない普快車や貨物列車に使用されることが多かった。2007年までに全車の運用が終了し、目下、E101のみ彰化扇形庫で保存されている｡
| 年     | 廃車車輛                                                                     | 解体車輛                                                   |
| 1999年 | E113                                                                         | -                                                          |
| 2000年 | -                                                                            | E113                                                       |
| 2004年 | E102, E104, E108, E109, E116                                                 | -                                                          |
| 2005年 | E103, E105, E106, E107, E110, E111, E112, E114, E115, E117, E118, E119, E120 | E102, E104, E108, E109, E116                               |
| 2007年 | -                                                                            | E103, E107, E110, E111, E112, E115, E117, E118, E119, E120 |
| 2008年 | E101                                                                         | E105, E106, E114                                           |

- 備考
  - 1996年3月30日：E113が斗南にて発生した火災事故により廃車
  - 1997年3月11日：E105は、新竹貨場において、E211と衝突事故を起こし廃車
  - E105、E106、E114は台北機廠で解体、その他は彰化機務段で解体
  - 2022年5月7日：E101は富岡車両基地で外観整備後、8795次列車（富岡車両基地-彰化機務段、海線経由）としてE302（本務機）－E101－E335の編成で、彰化機務段に回送された

## 画像ギャラリー

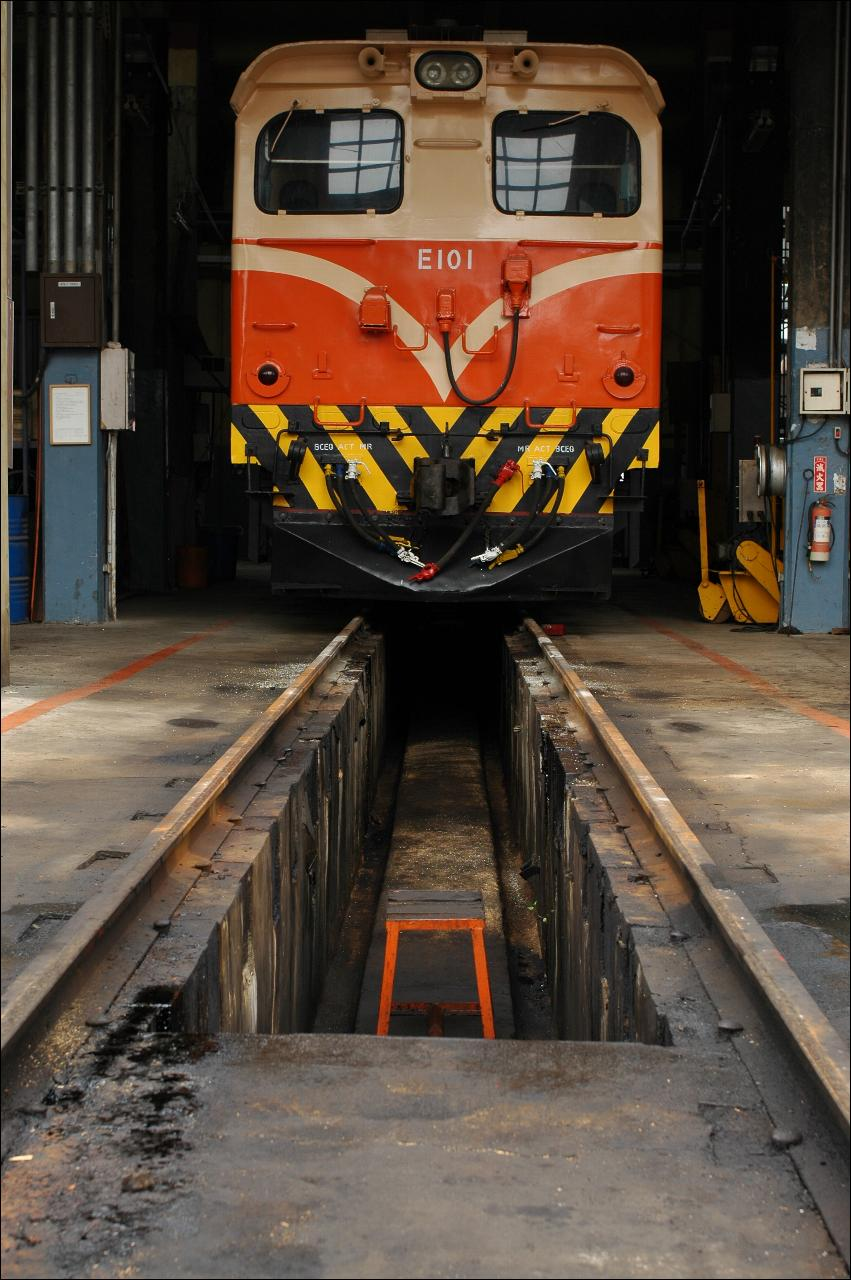
E101
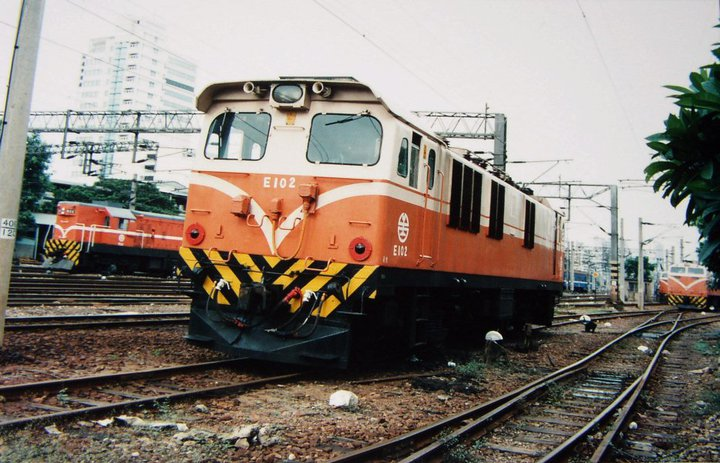
E102(解体済み)
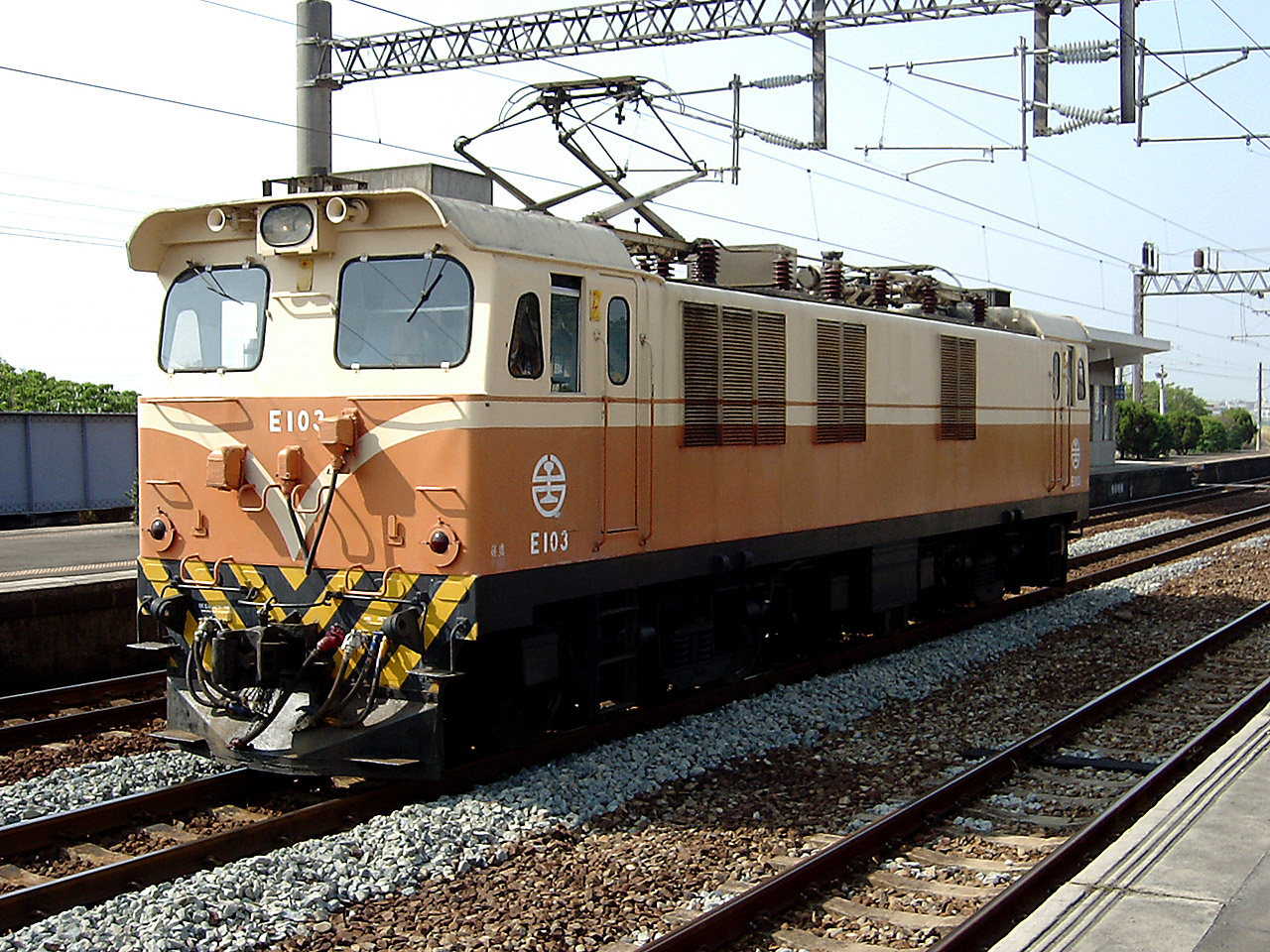
E103(解体済み)
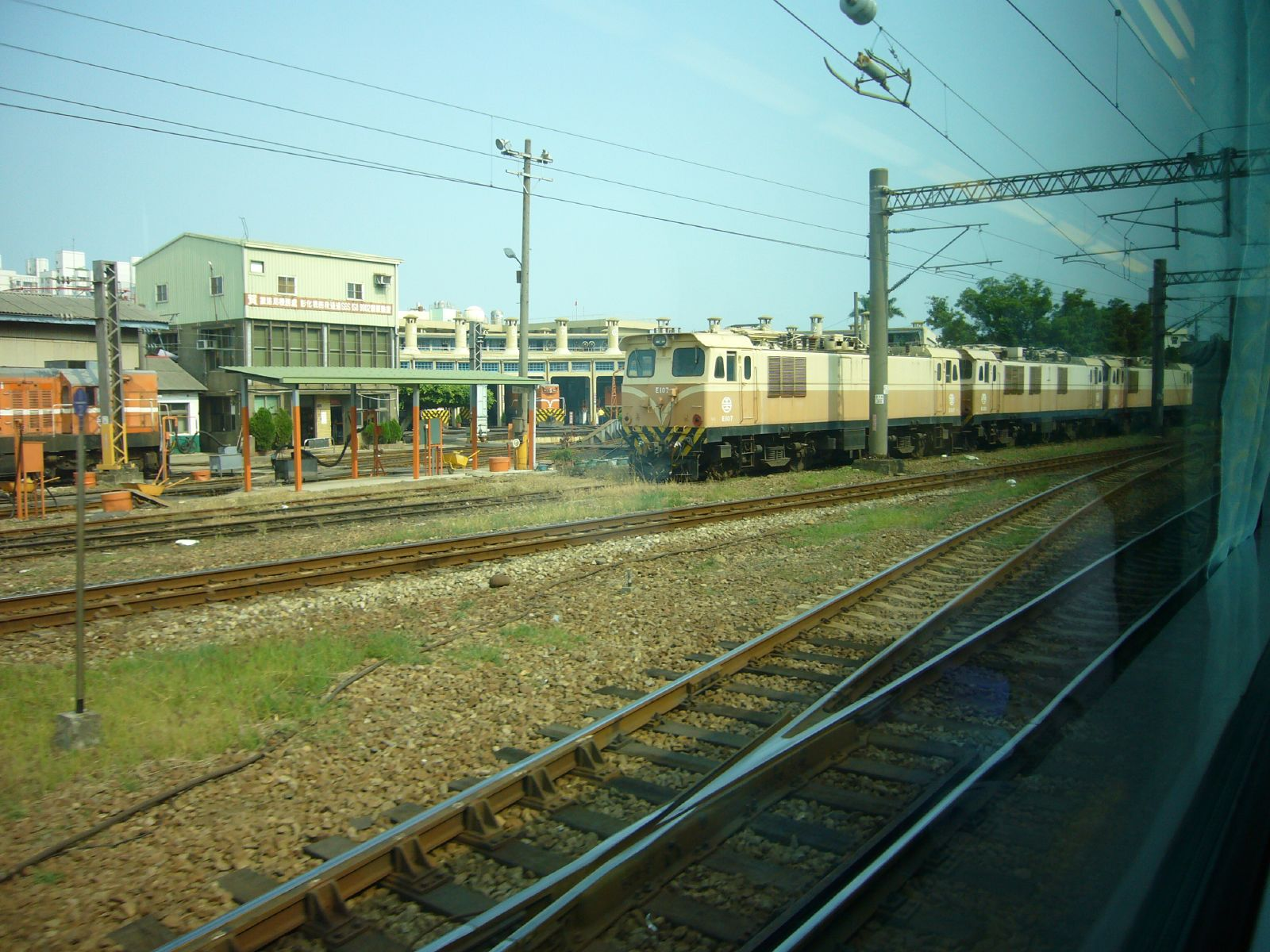
E107(解体済み)
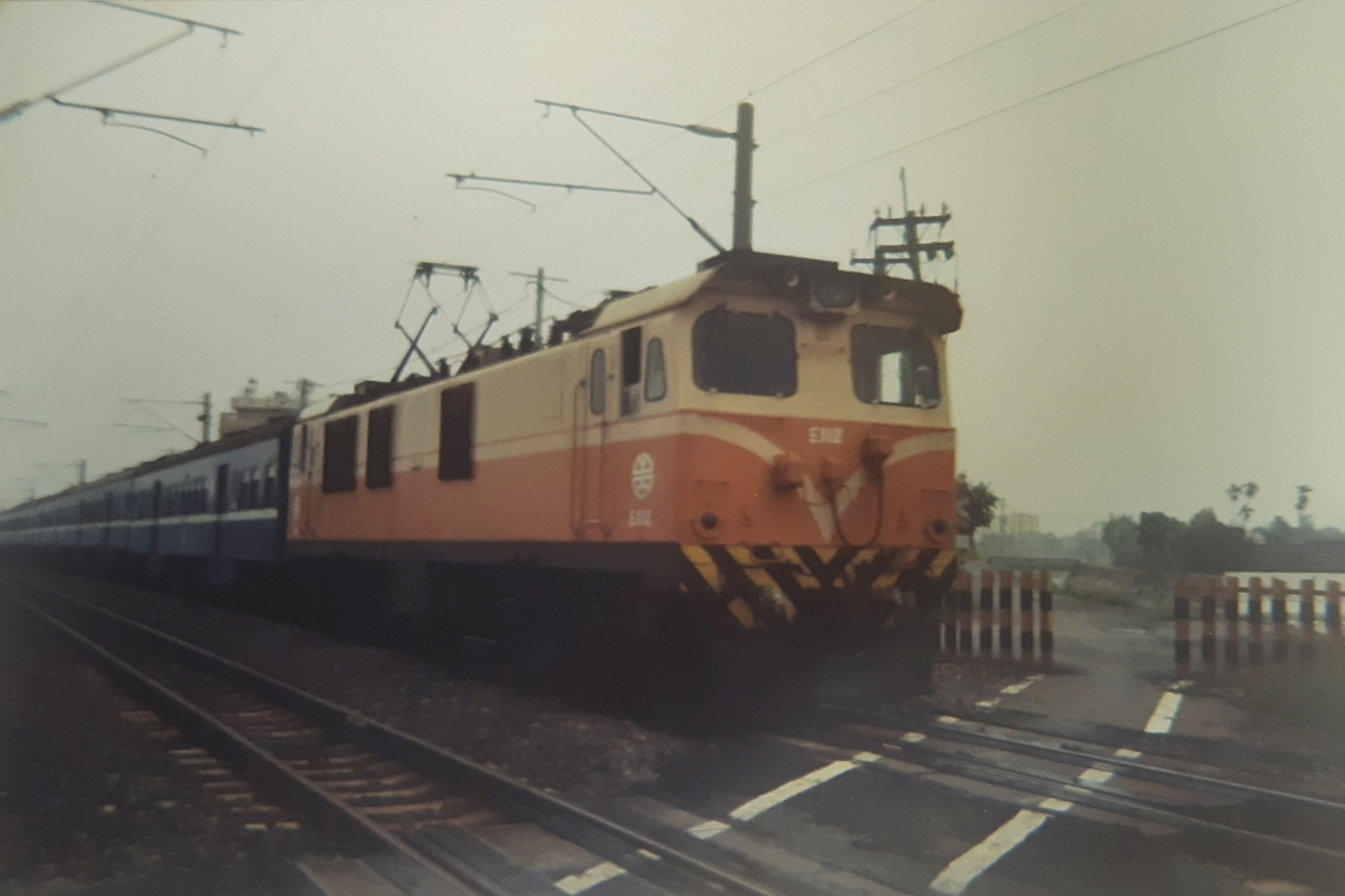
E112(解体済み)
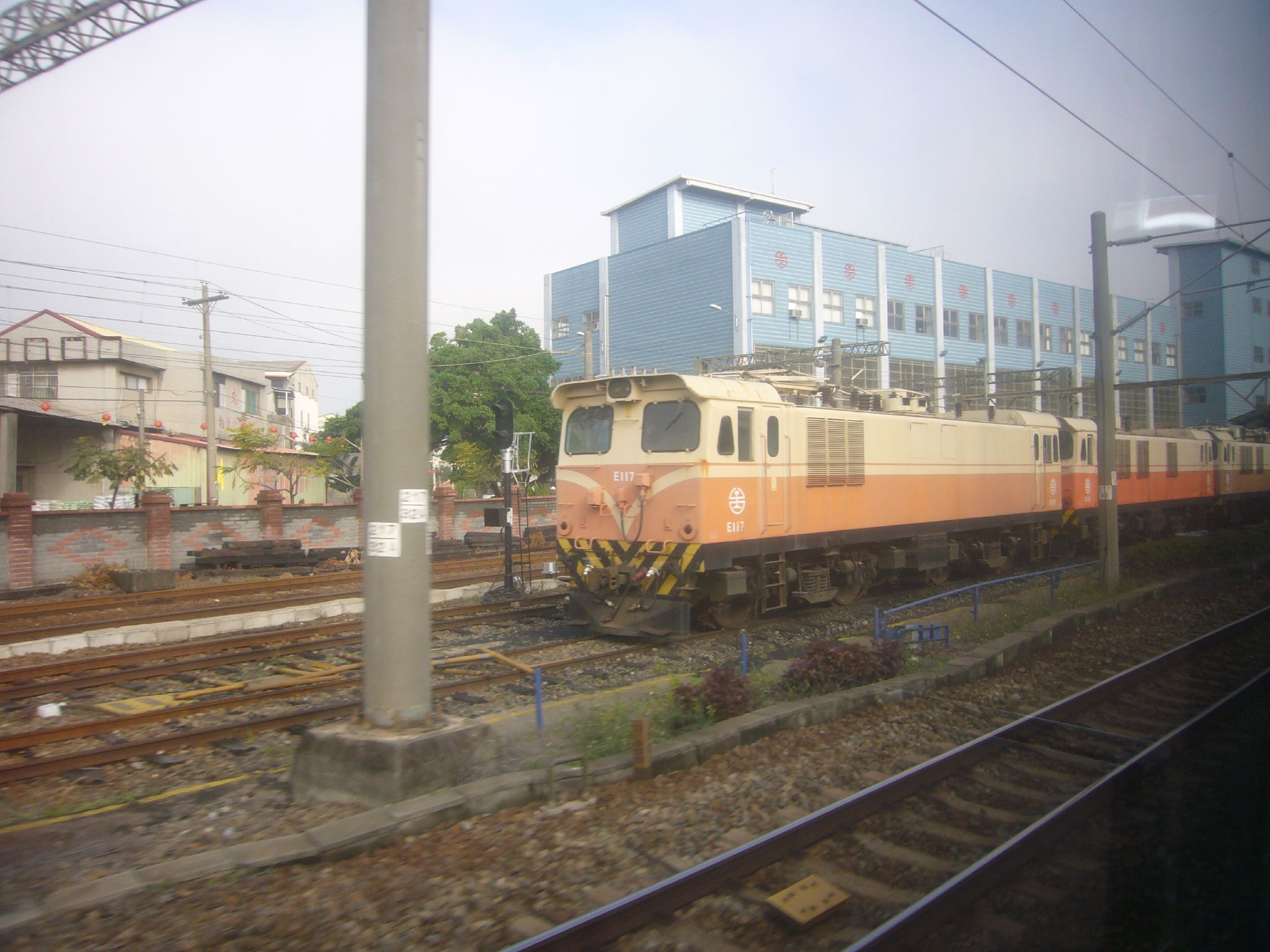
E117(解体済み)
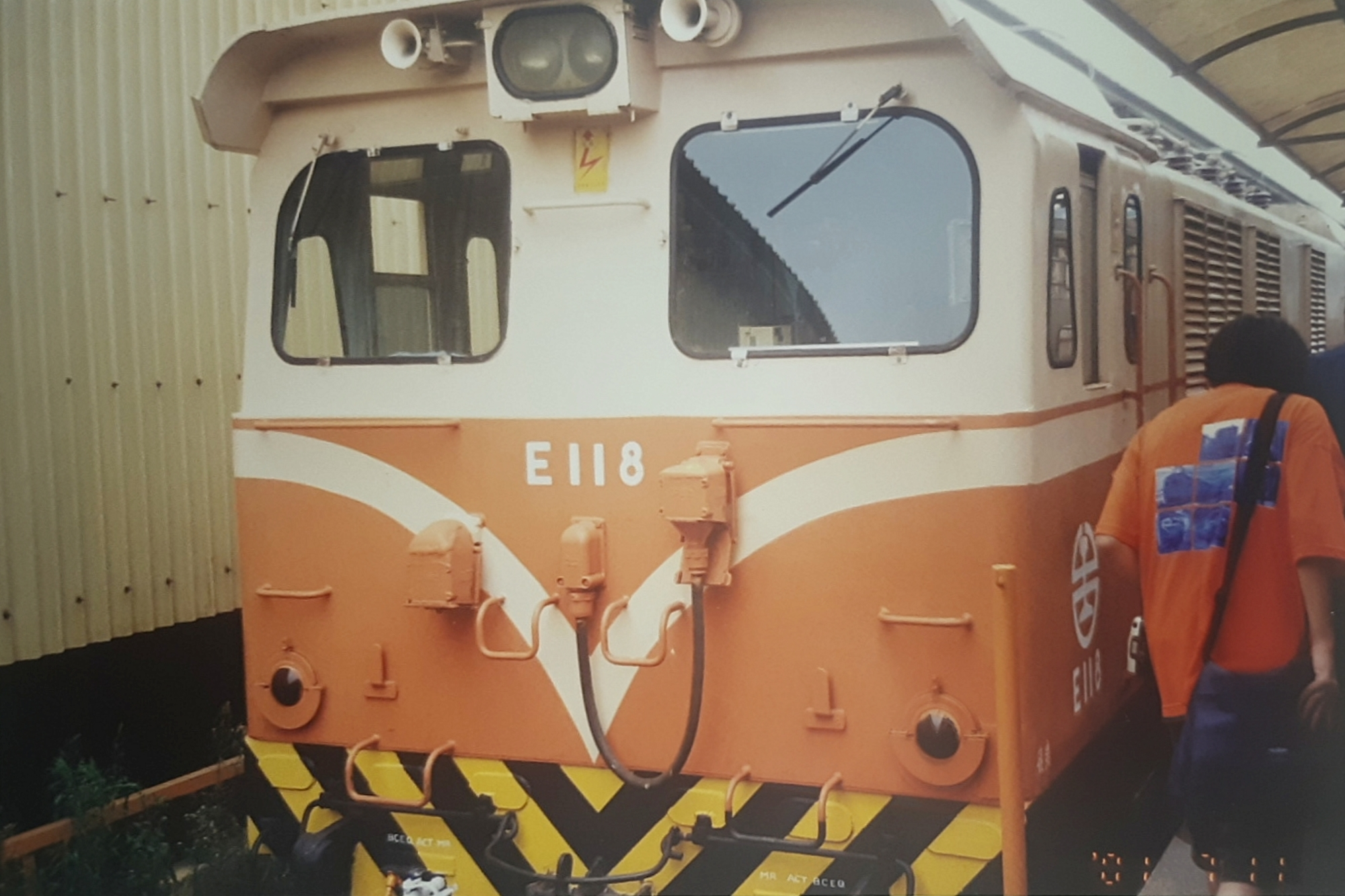
E118(解体済み)